# اورولاگنیا

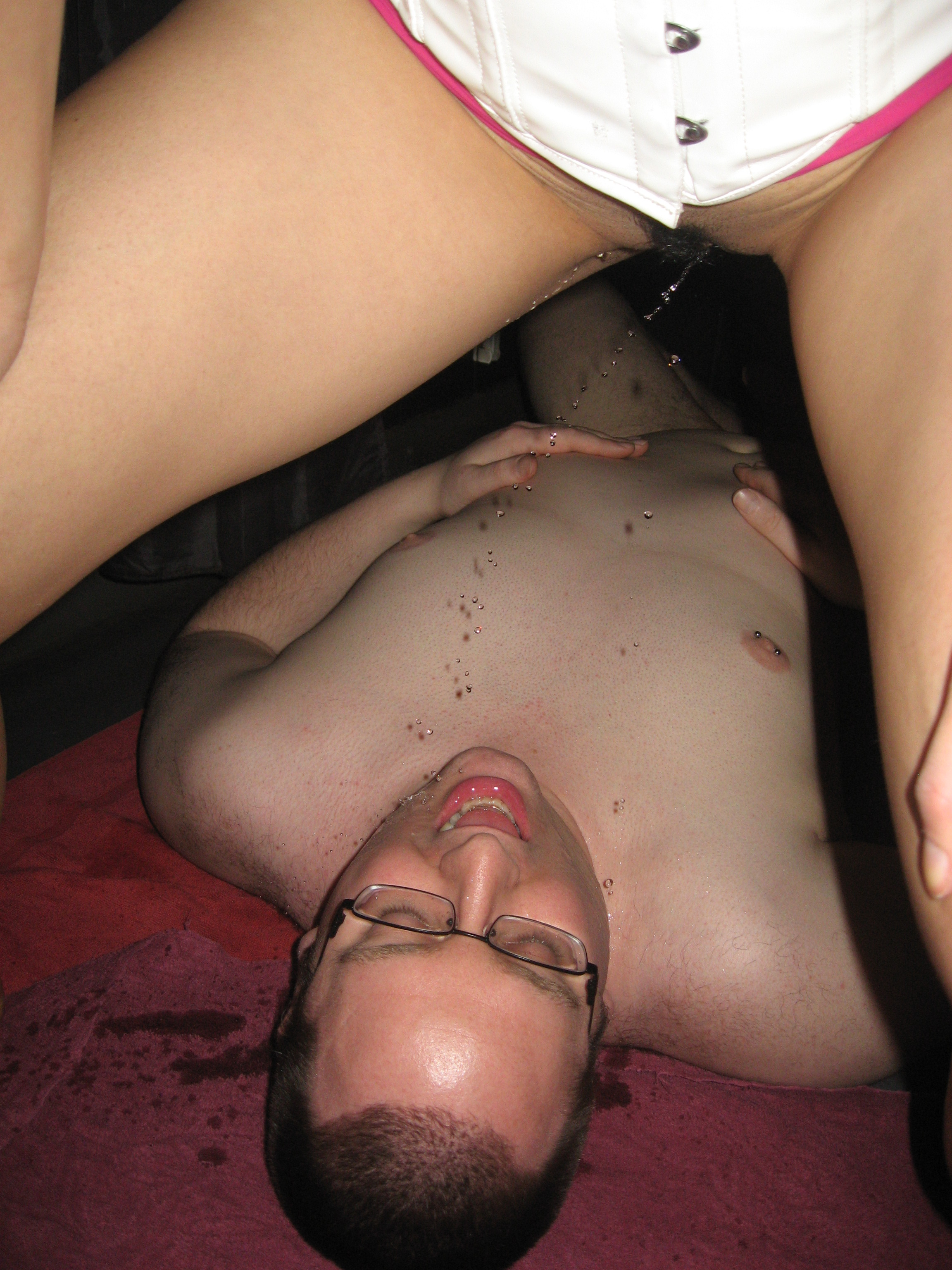
.

اورولاگنیا (انگلیسی: Urolagnia) یا ادرار‌دوستی نوعی انحراف جنسی است که در آن فرد هنگام برانگیختگی جنسی مایل به دریافت ادرار شریک جنسی خود است. ادراردوستی عنوان‌های دیگری مانند «گُلدِن شُووِر (دوش طلایی)» و «شاش‌پاشی» دارد. فرد ادرار‌دوست ممکن است دوست داشته باشد که با ادرار دوش بگیرد یا اینکه روی لباسش ادرار شود. حتی ممکن است علاقه‌مند به نوشیدن ادرار باشد.